# Liste jüdischer Friedhöfe in Estland
Die Liste jüdischer Friedhöfe in Estland gibt einen Überblick zu jüdischen Friedhöfen in Estland (Eesti juudi kalmistud). Die Liste erhebt keinen Anspruch auf Vollständigkeit. Die Sortierung erfolgt alphabetisch nach den estnischen Ortsnamen.

## Liste der Friedhöfe
| Bezeichnung                  | Bild           | Ort                                             | Weitere Informationen |
| ---------------------------- | -------------- | ----------------------------------------------- | --------------------- |
| Jüdischer Friedhof (Lohkva)  | weitere Bilder | Lohkva, Landgemeinde Luunja, Kreis Tartu (Lage) | siehe                 |
| Jüdischer Friedhof (Rahumäe) | weitere Bilder | Rahumäe, Stadtteil Nõmme, Tallinn (Lage)        | siehe                 |
| Jüdischer Friedhof (Tartu)   | weitere Bilder | Tartu (Lage)                                    | siehe                 |